# Stein (Argovia)
Stein (toponimo tedesco) è un comune svizzero di 3 150 abitanti del Canton Argovia, nel distretto di Rheinfelden.

## Monumenti e luoghi d'interesse

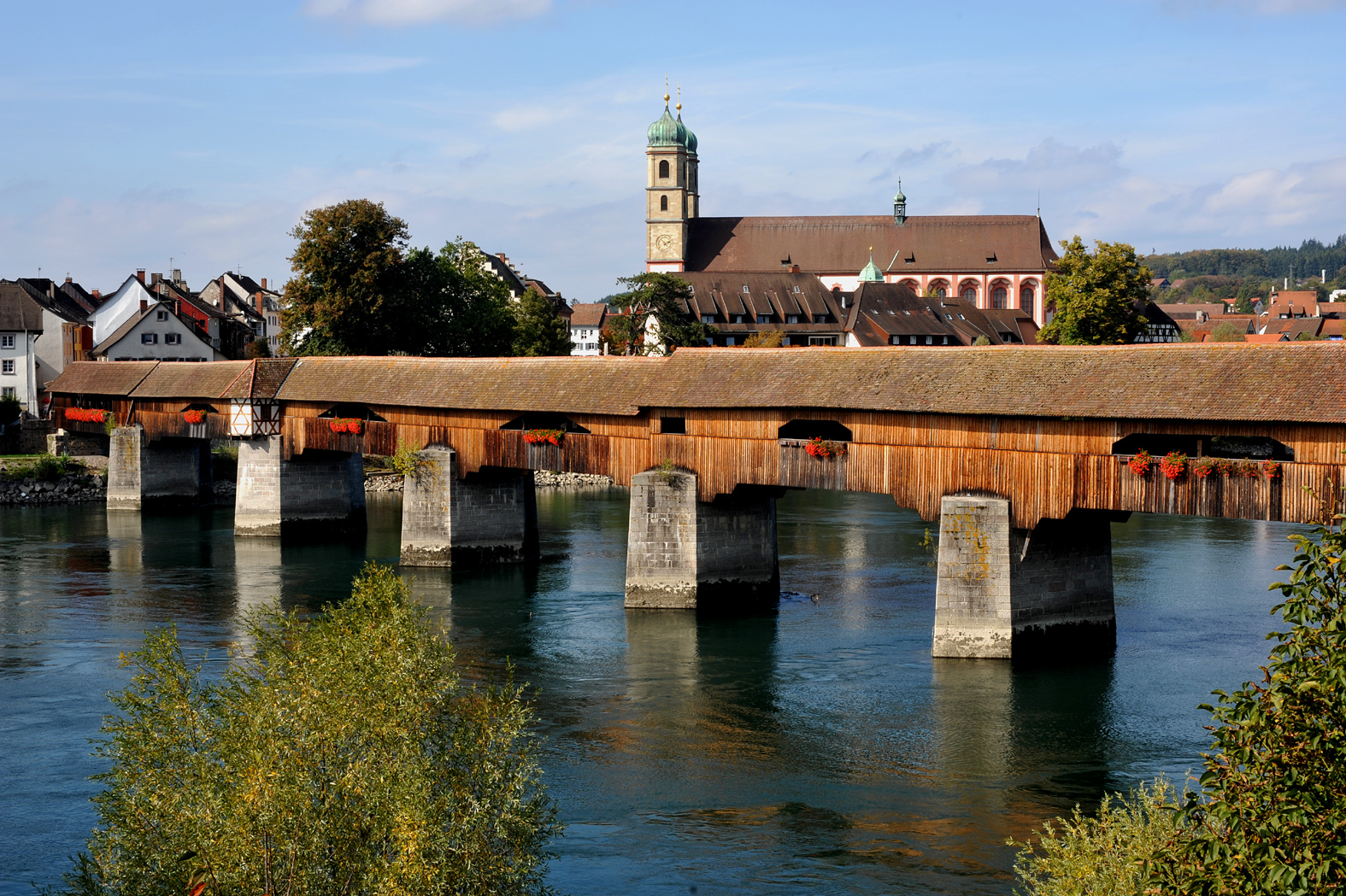
Il ponte coperto

- Chiesa cattolica di Santa Cristina, attestata dal 1329 e ricostruita nel 1823-1824[1];
- Ponte coperto in legno sul Reno, attestato dal 1270 e ricostruito nel 1571-1580[1].

## Società

### Evoluzione demografica
L'evoluzione demografica è riportata nella seguente tabella:
Abitanti censiti

## Infrastrutture e trasporti

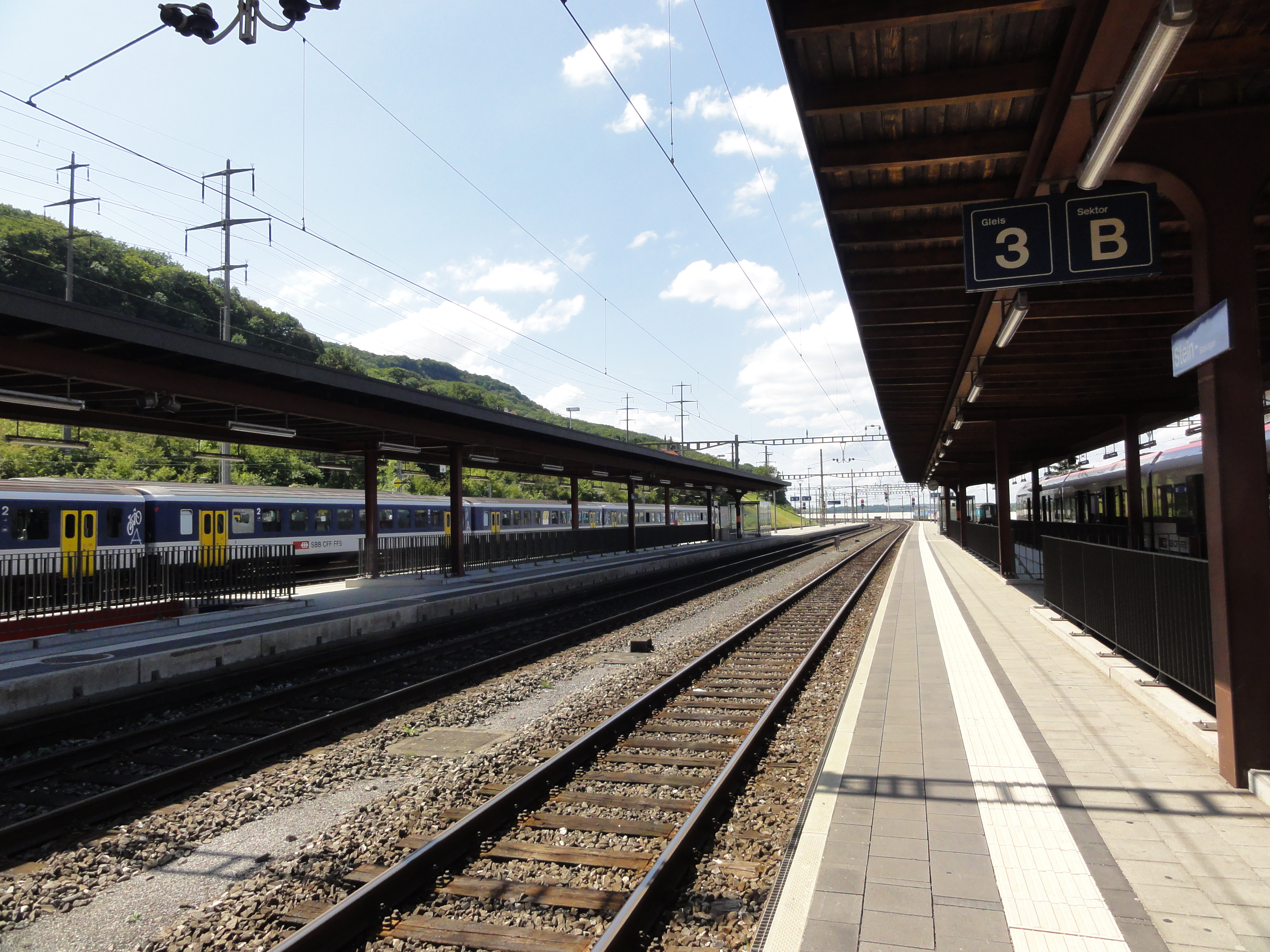
La stazione di Stein-Säckingen

Stein è servito dalla stazione di Stein-Säckingen sulla ferrovie Bözbergbahn (linea S1 della rete celere di Basilea) e Koblenz-Stein-Säckingen.

## Amministrazione
Ogni famiglia originaria del luogo fa parte del cosiddetto comune patriziale e ha la responsabilità della manutenzione di ogni bene ricadente all'interno dei confini del comune.